# Lo & Leduc

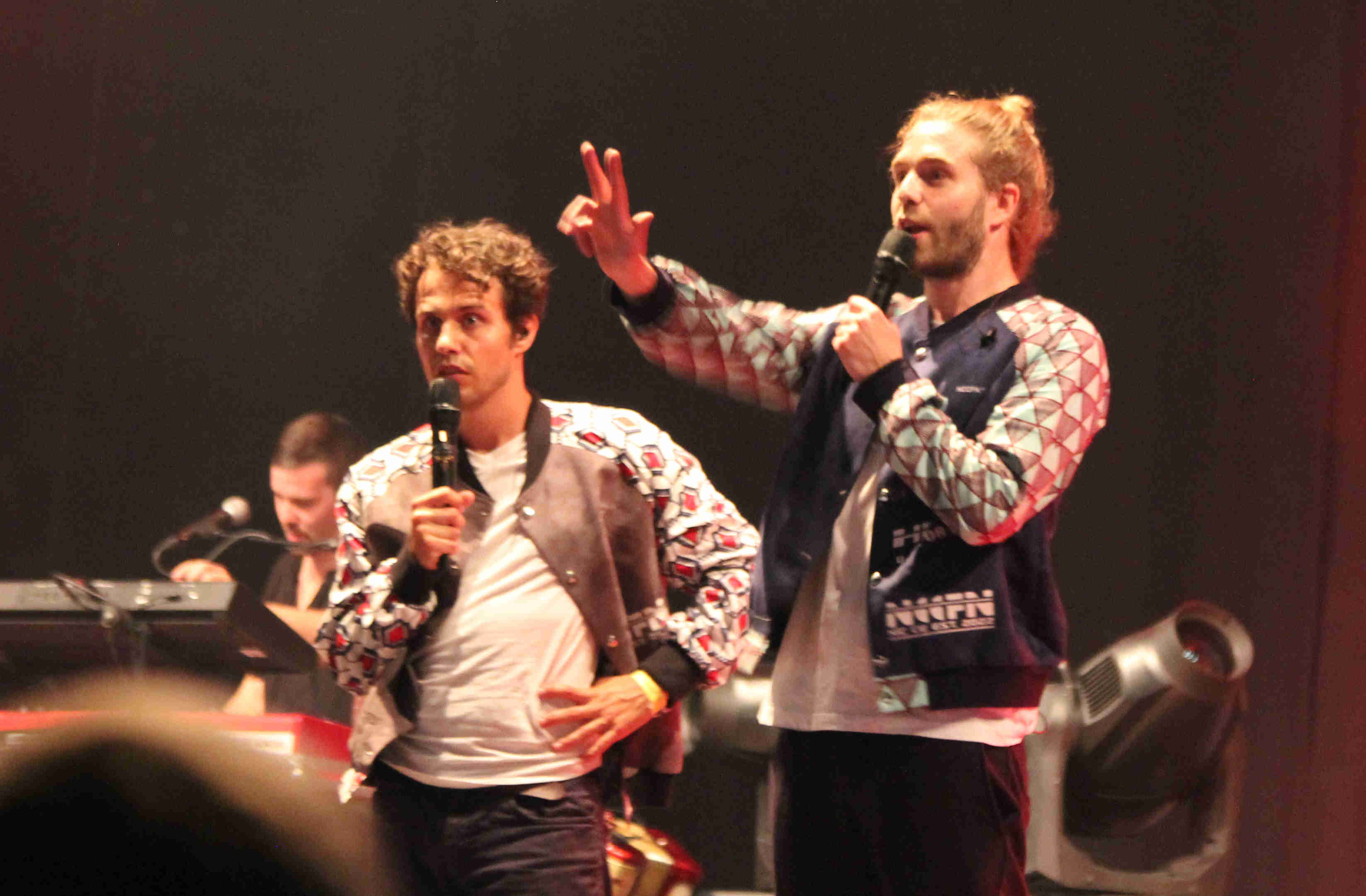
Lo & Leduc beim Bardentreffen 2018

Lo & Leduc sind ein Schweizer Mundart-Popduo aus Bern, bestehend aus Lorenz Häberli und Luc Oggier. Ihren Durchbruch hatten sie 2014 mit dem Album Zucker fürs Volk.

## Karriere
Lo & Leduc lernten sich beim Mitte der 2005 gegründeten Berner Mundart-Ensemble Pacomé kennen. Als Luc Oggier als Sänger und Rapper der vielköpfigen Band 2007 wegen Stimmproblemen für ein halbes Jahr ausfiel, sprang Lorenz Häberli als Ersatz ein und blieb danach als festes Mitglied dabei.
Als Pacomé 2009 das erste Album veröffentlichte, waren noch so viele Lieder übrig, dass die beiden Rapper, damals noch als Lo & Luc, nebenher ein eigenes Album mit dem Titel Update 1.0 als Gratis-Download veröffentlichten. Bereits ein halbes Jahr später folgte Update 2.0 ebenfalls kostenlos über das Internet. Das dritte Album erschien 2012 und war aufwändiger in Richtung tanzbarer Musik produziert. Auch Update 3.0 war wieder frei verfügbar und dank Songs wie Räuber u Poli, der auch als YouTube-Video veröffentlicht wurde, ein Erfolg.
Noch im selben Jahr begannen die Planungen für das erste kommerzielle Album von Lo & Leduc, die beide neben der Musik noch Germanistik und Geschichte studierten. Schliesslich wurde es zu einer Zusammenarbeit mit Dodo als Produzenten, der schon mit Steff la Cheffe erfolgreich zusammengearbeitet hatte. Es dauerte noch bis zum Frühjahr 2014, bis das Album fertiggestellt war. Mit der vorab veröffentlichten Single All die Büecher kamen sie auf Platz 42 der Singlecharts, das Album Zucker fürs Volk stieg nach Erscheinen im April auf Platz 3 ein und erreichte eine Woche später mit Platz 2 seine Höchstplatzierung. Es blieb das ganze Jahr in den Charts und kehrte Anfang 2015 noch einmal in die Top Ten zurück, nachdem sich der Song Jung verdammt zu einem Top-3-Hit entwickelt hatte. Single und Album erreichten Platin-Status.
Bei den Swiss Music Awards 2015 waren Lo & Leduc die Interpreten mit den meisten Nominierungen (Best Group, Best Live Act und Best Talent). Sie gewannen die Auszeichnung in allen drei Kategorien und waren damit nach Stress 2008 die zweiten Interpreten, die drei Awards in einem Jahr gewannen.
Im März 2018 kam der endgültige Durchbruch mit der Single 079. Der Song erreichte Platz 1 der Schweizer Hitparade. Anfang August übertrafen sie mit 21 Nummer-1-Wochen den bis dahin bestehenden Rekord. Das Lied wurde ausserdem mit 6-fach-Platin ausgezeichnet.
Am 11. April 2019 kam der US-amerikanisch-spanische Animationsfilm Willkommen im Wunder Park in die Kinos, in dem Lo & Leduc dem Biber-Duo Gus & Cooper die deutschen Stimmen mit Schweizer Akzent leihen.

## Mitglieder
- Lo (Lorenz Häberli, * 25. September 1986[1])

Lo machte sich als Battle-Rapper einen Namen und war der erste, der von 2008 bis 2010 dreimal das renommierte Ultimate MC Battle in Bern gewinnen konnte, das als wichtigstes Schweizer Battle gilt. Ausserdem ist er auch als Gast auf Alben von Webba und Tommy Vercetti vertreten.
- Leduc (Luc Oggier, * 25. Februar 1989[1])

Für die Komposition des Titelsongs des Pacomé-Albums Küste vo Bern wurde er 2011 beim Nachwuchswettbewerb Stammplatz ausgezeichnet.

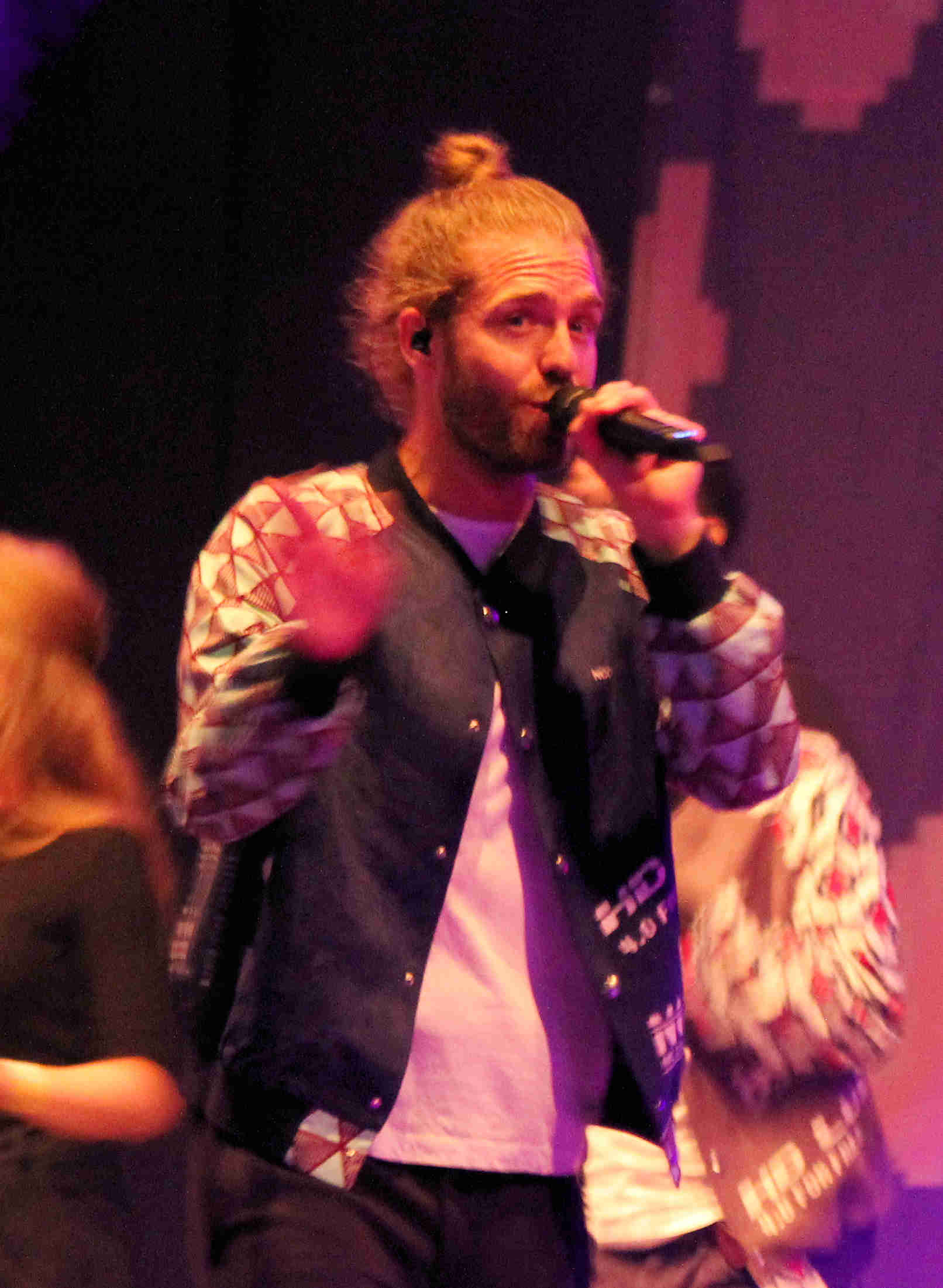
Lorenz Häberli
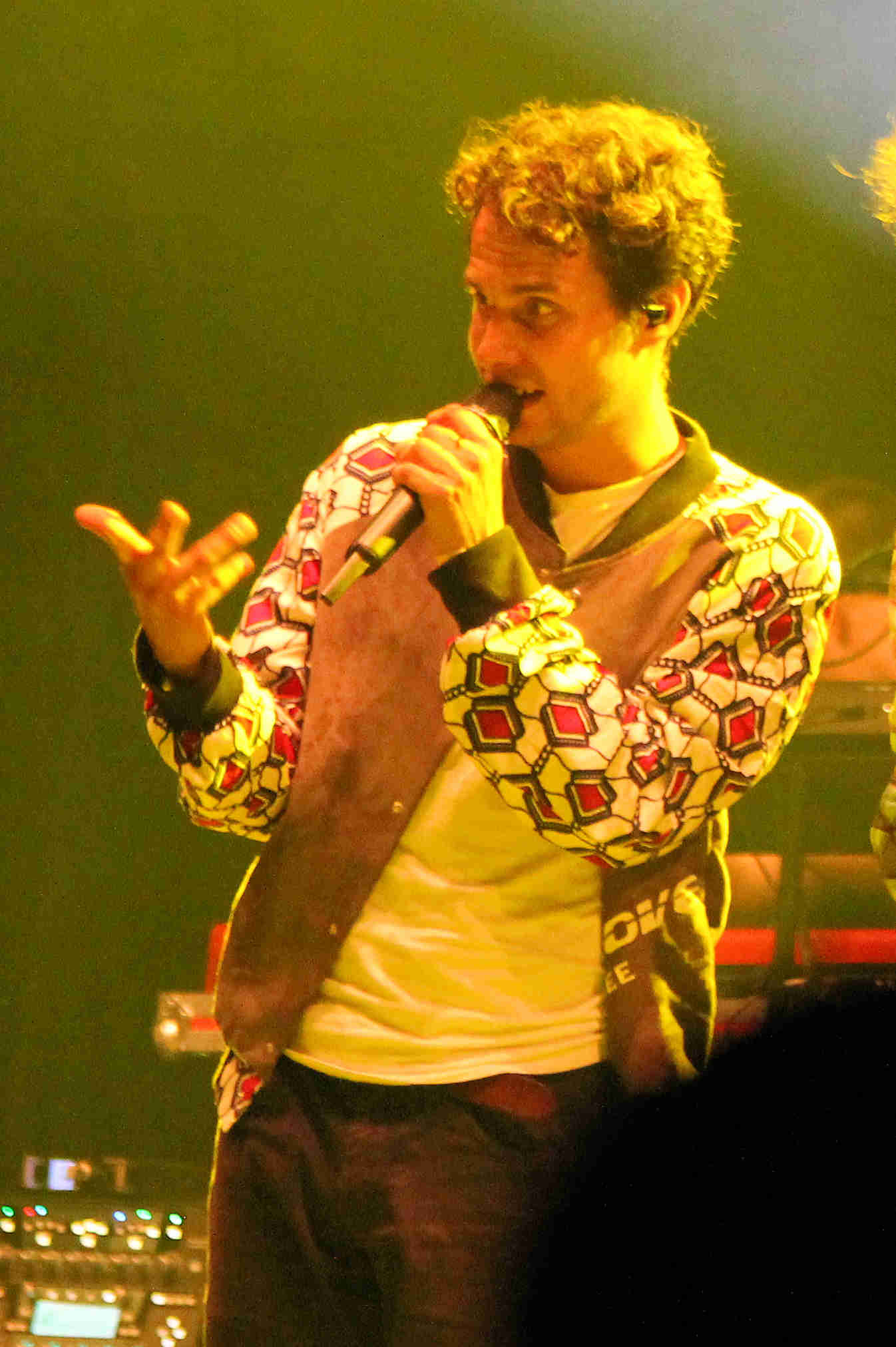
Luc Oggier
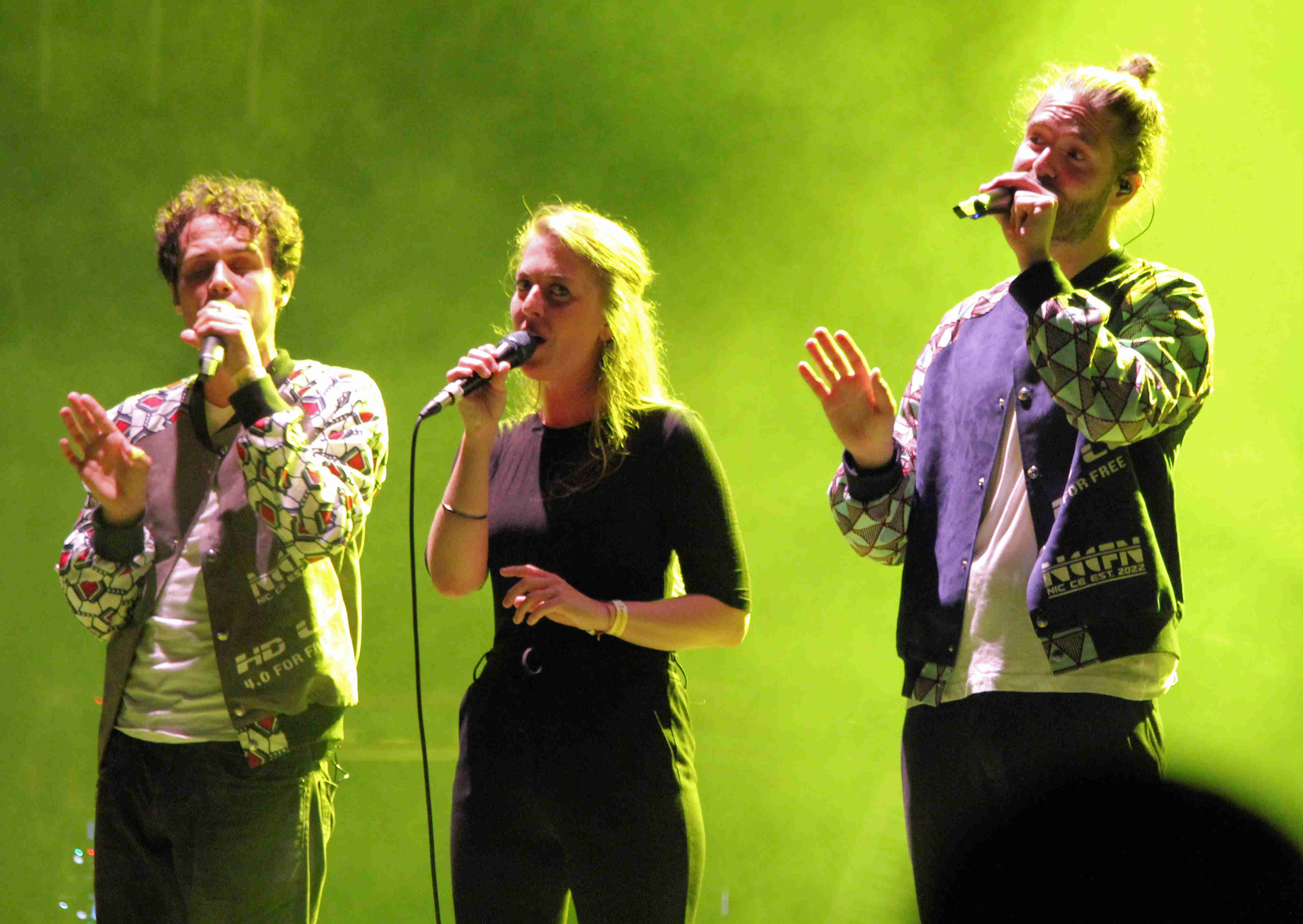
Mit Julia Portmann
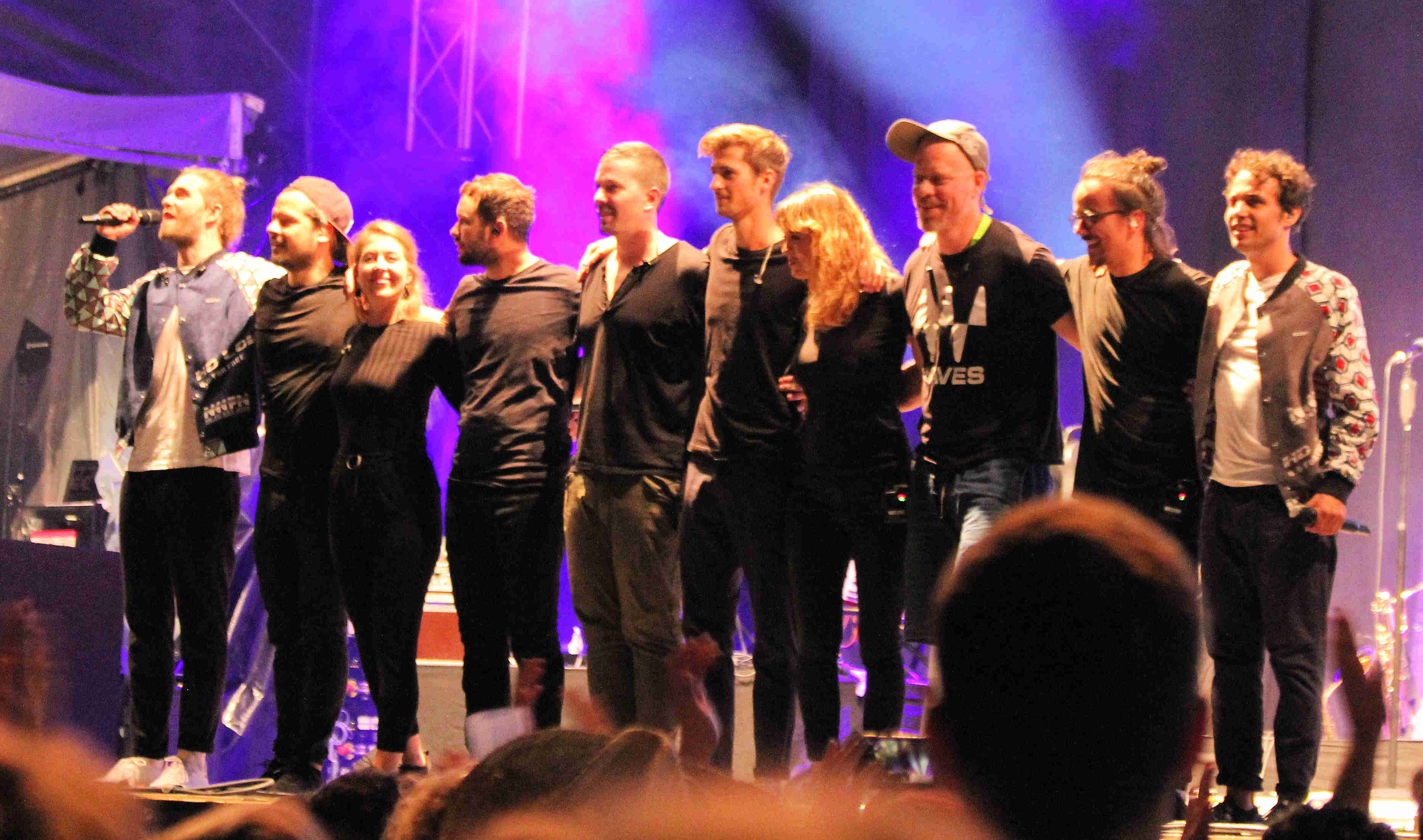
Mit Begleitband (2018)

## Diskografie

### Alben
| Jahr | Titel Musiklabel                        | Höchstplatzierung, Gesamtwochen, AuszeichnungChartsChartplatzierungen (Jahr, Titel, Musiklabel, Platzierungen, Wochen, Auszeichnungen, Anmerkungen) | Anmerkungen                                                  |
| Jahr | Titel Musiklabel                        | CH | Anmerkungen                                                  |
| ---- | --------------------------------------- | --- | ------------------------------------------------------------ |
| 2009 | Update 1.0 Bakara Music                 | — | Erstveröffentlichung: 9. Dezember 2009 Album mit 12 Liedern  |
| 2010 | Update 2.0 Bakara Music                 | — | Erstveröffentlichung: 14. Juni 2010 Album mit 12 Liedern     |
| 2011 | Update 3.0 – Fin de siècle Bakara Music | — | Erstveröffentlichung: 18. Dezember 2011 Album mit 13 Liedern |
| 2014 | Zucker fürs Volk Bakara Music           | CH1 Platin · (98 Wo.)CH | Erstveröffentlichung: 11. April 2014 Album mit 11 Liedern    |
| 2017 | Ingwer und Ewig Bakara Music            | CH2 (70 Wo.)CH | Erstveröffentlichung: 17. März 2017 Album mit 11 Liedern     |
| 2018 | Update 4.0 Bakara Music                 | CH19 (18 Wo.)CH | Erstveröffentlichung: 2. Februar 2018 Album mit 12 Liedern   |
| 2022 | Mercato Bakara Music                    | CH2 (11 Wo.)CH | Erstveröffentlichung: 18. Februar 2022 Album mit 15 Liedern  |
| 2022 | Luft Bakara Music                       | CH3 (7 Wo.)CH | Erstveröffentlichung: 4. November 2022                       |
| 2024 | Live 858 m ü. M. –                      | CH11 (1 Wo.)CH | Erstveröffentlichung: 16. August 2024                        |

### EPs
| Jahr | Titel Musiklabel  | Höchstplatzierung, Gesamtwochen, AuszeichnungChartsChartplatzierungen (Jahr, Titel, Musiklabel, Platzierungen, Wochen, Auszeichnungen, Anmerkungen) | Anmerkungen                                            |
| Jahr | Titel Musiklabel  | CH | Anmerkungen                                            |
| ---- | ----------------- | --- | ------------------------------------------------------ |
| 2019 | Hype Bakara Music | CH5 (7 Wo.)CH | Erstveröffentlichung: 30. August 2019 EP mit 5 Liedern |

### Singles
| Jahr | Titel Album                         | Höchstplatzierung, Gesamtwochen, AuszeichnungChartsChartplatzierungen (Jahr, Titel, Album, Platzierungen, Wochen, Auszeichnungen, Anmerkungen) | Anmerkungen                                                     |
| Jahr | Titel Album                         | CH | Anmerkungen                                                     |
| --- | ----------------------------------- | --- | --------------------------------------------------------------- |
| 2012 | 1 –                                 | CH68 (1 Wo.)CH | Sad featuring Büne Huber, Lo & Leduc                            |
| 2014 | All die Büecher Zucker fürs Volk    | CH40 (6 Wo.)CH |                                                                 |
| 2014 | Jung verdammt Zucker fürs Volk      | CH2 Platin · (46 Wo.)CH |                                                                 |
| 2014 | Dynamite –                          | CH21 (6 Wo.)CH | Erstveröffentlichung: 27. Juli 2014 mit Ira May & Noah Veraguth |
| 2015 | Blaui Peperoni Zucker fürs Volk     | CH41 (1 Wo.)CH |                                                                 |
| 2015 | Bini bi dir Zucker fürs Volk        | CH59 (10 Wo.)CH |                                                                 |
| 2016 | Chapeau –                           | CH43 (1 Wo.)CH | Erstveröffentlichung: 8. Juli 2016 mit Seven                    |
| 2017 | Mis Huus dis Huus Ingwer und Ewig   | CH13 (13 Wo.)CH | Erstveröffentlichung: 3. Februar 2017                           |
| 2017 | Erfunde Ingwer und Ewig             | CH68 (1 Wo.)CH |                                                                 |
| 2017 | Für Ingwer und Ewig Ingwer und Ewig | CH67 (1 Wo.)CH |                                                                 |
| 2018 | Chileli vo Wasse Update 4.0         | CH17 (12 Wo.)CH |                                                                 |
| 2018 | 079 Update 4.0                      | CH1 ×6Sechsfachplatin · (90 Wo.)CH | stellte mit 21 Wochen auf Platz 1 einen neuen Chartrekord auf   |
| 2018 | Lug wi mir flüge Update 4.0         | CH100 (1 Wo.)CH |                                                                 |
| 2018 | Im erschte Tram Update 4.0          | CH39 (13 Wo.)CH |                                                                 |
| 2019 | Online Hype                         | CH8 (3 Wo.)CH | Erstveröffentlichung: 21. Juni 2019                             |
| 2020 | Tribut Mercato                      | CH4 Platin · (25 Wo.)CH | Erstveröffentlichung: 20. November 2020                         |
| 2021 | Snooze Mercato                      | CH25 (3 Wo.)CH | Erstveröffentlichung: 12. Februar 2021                          |
| 2021 | Rosé und Benzin Mercato             | CH45 (1 Wo.)CH | Erstveröffentlichung: 29. Oktober 2021                          |
| 2022 | Taxi Taxi Mercato                   | CH65 (2 Wo.)CH |                                                                 |
| 2022 | Ig o –                              | CH64 (1 Wo.)CH |                                                                 |
| Folgende Lieder erschienen nicht als Single, wurden aber durch das Album zum Download und Streaming bereitgestellt und konnten somit eine Platzierung erlangen: |                                     | |                                                                 |
| |                                     | |                                                                 |
| 2022 | Affogato Mercato                    | CH62 (1 Wo.)CH | Charteinstieg: 27. Februar 2022                                 |

Weitere Singles
- 2012: Mary ven con migo
- 2014: Magma im Arm
- 2019: Allei im Chino
- 2021: Argumänt (Hommage an Kurt Marti)
- 2021: Wär simer wemer säge mir
- 2021: Zwüschezit
- 2022: Häreta
- 2022: The Dream (mit Pronto)

## Auszeichnungen für Musikverkäufe
Anmerkung: Auszeichnungen in Ländern aus den Charttabellen bzw. Chartboxen sind in ebendiesen zu finden.
| Land/RegionAuszeichnungen für Musikverkäufe (Land/Region, Auszeichnungen, Verkäufe, Quellen) | Gold | Platin     | Verkäufe | Quellen      |
| -------------------------------------------------------------------------------------------- | ---- | ---------- | -------- | ------------ |
| Schweiz (IFPI)                                                                               | —    | 9× Platin9 | 190.000  | hitparade.ch |
| Insgesamt                                                                                    | —    | 9× Platin9 |          |              |

## Auszeichnungen und Nominierungen

### Erhaltene Auszeichnungen
- 2015: Prix Walo Awards (41th) – Kategorie: "DJ/Hip-Hop"[11]
- 2015: Swiss Music Awards – Kategorie: "Best Group"[12]
- 2015: Swiss Music Awards – Kategorie: "Best Live Act"[13]
- 2015: Swiss Music Awards – Kategorie: "Best Talent"[14]
- 2016: Prix Walo Awards (42th) – Kategorie: "Hip-Hop"[15]
- 2018: Energy Music Awards – Kategorie: "Bester Schweizer Künstler"[16]
- 2018: LYRICS Awards – Kategorie: "Best Release" (für Update 4.0)[17]
- 2019: Prix Walo Awards (45th) – Kategorie: "Pop/Rock"[18]
- 2019: Swiss Music Awards – Kategorie: "Best Group"[19]

### Nominierungen
- 2015: MTV Europe Music Awards – Kategorie: "Best Swiss Act"[20]
- 2017: MTV Europe Music Awards – Kategorie: "Best Swiss Act"[21]
- 2018: MTV Europe Music Awards – Kategorie: "Best Swiss Act"[22]
- 2022: Swiss Music Awards – Kategorie: "Best Hit" (für Tribut)[23]
- 2023: Swiss Music Awards – Kategorie: "Best Group"[24]